# Луис Перес
Луис Хесус Перес Македа е испански професионален футболист, който играе за Реал Валядолид като десен бек.

## Кариера

### Севилия C
Роден на 4 февруари 1995 г. в Утрера, Севиля, Андалусия, Перес завършва дипломирането си с ФК Севиля и дебютира за старшата възраст с отбора С през сезон 2014–15 в Терсера Дивисион.  Той също се появява с резервите в Сегунда дивисион B по време на тази кампания, като участва в два мача.

### Хаен
На 12 юли 2015 г. Перес се премества в друг клуб от трето ниво - Реал Хаен, подписвайки едногодишен договор. След като бе безспорен титуляр през кампанията.

### Елче
Той подписа за отбора на Елче от Сегунда дивисион на 11 юли 2016 г.
Перес направи професионалния си дебют на 3 септември 2016 г., когато влиза като резерва през второто полувреме на Хави Ноблехас при домакинската победа с 3:1 срещу Тенерифе.  На 21 юли следващата година, след изпадане, той подписва тригодишен договор с Тенерифе.

### Реал Валядолид
На 23 юли 2020 г. Перес подписа тригодишен договор с Реал Валядолид от Ла Лига.